# 阮統成
阮統成（1933年6月18日—1975年1月5日），越南共和國陸軍上校，曾任平隆省省長兼小區長，1974－1975年任福隆省省長兼小區長，也是該省最後一任省長。

## 生平
1933年6月18日，阮統成出生於法屬印度支那柬埔寨保護國菩薩省。早年畢業於守德步兵學校，曾任第12團2營2連連長及3營營長，第14團1營營長、副團長及代理團長，永平省乾隆郡農村發展運動指揮官，平隆省地方軍和義軍指揮官，1972-74年任平隆省省長兼小區長，1974-75年任福隆省省長兼小區長，也是最後一任。
1975年1月5日，阮統成在守衛福隆的戰役中被北越軍的炮彈擊中身亡。

## 個人生活
阮統成是佛教徒，已婚，育有五名子女。

## 榮譽
- 五等保國勳章[1]